# Porteria misbianka
Espèce
Porteria misbianka est une espèce d'araignées aranéomorphes de la famille des Desidae.

## Distribution
Cette espèce est endémique de la région du Biobío au Chili,. Elle se rencontre vers Estero Nonguén.

## Description
La femelle holotype mesure 6,36 mm.

## Systématique et taxinomie
Cette espèce a été décrite par Morrill, Crews, Esposito, Ramírez et Griswold en 2023.

## Étymologie
Son nom d'espèce lui a été donné en référence à Miss Bianca, le personnage du film Les Aventures de Bernard et Bianca.

## Publication originale
- Morrill, Crews, Esposito, Ramírez & Griswold, 2023 : « A revision of the genus Porteria and the phylogeny and biogeography of Porteriinae (Araneae: Desidae). » Zoological Journal of the Linnean Society, vol. 198, no 2, p. 368-461.